# Exocentrus philippinensis
Exocentrus philippinensis är en skalbaggsart som beskrevs av Stefan von Breuning 1958. Exocentrus philippinensis ingår i släktet Exocentrus och familjen långhorningar.
Artens utbredningsområde är Filippinerna. Inga underarter finns listade i Catalogue of Life.